# Programa de Fortalecimento da Agricultura Familiar
Fortalecimento da Agricultura Familiar - Pronaf é uma política pública brasileira.

## Descrição
O Pronaf foi criado em 1996, durante o governo de Fernando Henrique Cardoso, através do Decreto 1.946, com o objetivo de promover o desenvolvimento sustentável da "agricultura familiar".
O Pronaf é mais conhecido pelo crédito aos agricultores familiares mas vai além disso. Atualmente o programa conta com o sub-programa de Assistência Técnica e Extensão Rural - ATER, que busca fomentar a geração de renda pela agroindústria, turismo rural, biocombustíveis, plantas medicinais, cadeia produtiva, seguro agrícola, seguro de preço e seguro contra calamidade por seca na Região Nordeste.
Em Junho de 2019, governo anuncia que Agricultores terão R$ 225,59 Bilhões em Crédito do Plano Safra, inclusive para financiamento de casas. 

## Objetivos
- atender de forma diferenciada os mini e pequenos produtores rurais;
- possibilitar a elevação de sua capacidade produtiva;
- gerar emprego e renda;
- contribuir para a redução das desigualdades sociais;
- utilizar de forma mais eficiente a mão-de-obra familiar.

## Beneficiários
Produtores rurais familiares que:
- utilizem, predominantemente, mão de obra familiar;
- tenham renda bruta anual familiar de até R$ 415 mil e 50% da renda seja obtida de exploração agropecuária ou não agropecuária do estabelecimento rural;
- residam na propriedade ou em local próximo;
- não possuam área superior a quatro módulos fiscais.

## Sobre o Programa
O Programa  financia projetos, individuais ou coletivos, que gerem renda aos agricultores familiares e assentados da reforma agrária. O programa possui as mais baixas taxas de juros dos financiamentos rurais. Também apresenta as menores taxas de inadimplência entre os sistemas de crédito do País.
O acesso ao Pronaf inicia-se na discussão da família sobre a necessidade do crédito, seja ele para o custeio da safra ou atividade agroindustrial, seja para o investimento em máquinas, equipamentos ou infraestrutura.
Após a decisão do que financiar, a família deve procurar o sindicato rural ou a Empresa de Assistência Técnica e Extensão Rural (Emater) do seu Estado para obtenção da Declaração de Aptidão ao Pronaf (DAP), que será emitida segundo a renda anual e as atividades exploradas, direcionando o agricultor para as linhas específicas de crédito a que tem direito. Quando beneficiário da reforma agrária e do crédito fundiário, o agricultor deve procurar o Instituto Nacional de Colonização e Reforma Agrária (Incra) ou a Unidade Técnica Estadual (UTE).
O agricultor deve estar com o CPF regularizado e livre de dívidas.  As condições de acesso ao Crédito Pronaf, formas de pagamento e taxas de juros correspondentes a cada linha são definidas, anualmente, a cada Plano Safra da Agricultura Familiar, divulgado entre os meses de junho e julho.

## Como funciona
O agricultor familiar deve avaliar o projeto que pretende desenvolver. Os projetos devem gerar renda aos agricultores familiares e assentados da reforma agrária, tanto para o custeio da safra ou atividade agroindustrial, quanto para investimento em máquinas, equipamentos ou infraestrutura. A renda bruta anual dos agricultores familiares deve ser de até R$415 mil.

## Linhas de crédito[5]
- Pronaf Custeio

Destina-se ao financiamento das atividades agropecuárias e de beneficiamento ou industrialização e comercialização de produção própria ou de terceiros enquadrados no Pronaf.
- Pronaf Mais Alimentos - Investimento

Destinado ao financiamento da implantação, ampliação ou modernização da infraestrutura de produção e serviços, agropecuários ou não agropecuários, no estabelecimento rural ou em áreas comunitárias rurais próximas.
- Pronaf Agroindústria

Financiamento de investimentos, inclusive em infraestrutura, que visam o beneficiamento, o processamento e a comercialização da produção agropecuária e não agropecuária, de produtos florestais e do extrativismo, ou de produtos artesanais e a exploração de turismo rural.
- Pronaf Agroecologia

Financiamento de investimentos dos sistemas de produção agroecológicos ou orgânicos, incluindo-se os custos relativos à implantação e manutenção do empreendimento.
- Pronaf Eco

Financiamento de investimentos em técnicas que minimizam o impacto da atividade rural no meio ambiente, bem como permitam ao agricultor melhor convívio com o bioma em que sua propriedade está inserida.
- Pronaf Floresta

Financiamento de investimentos em projetos para sistemas agroflorestais; exploração extrativista ecologicamente sustentável, plano de manejo florestal, recomposição e manutenção de áreas de preservação permanente e reserva legal e recuperação de áreas degradadas.
- Pronaf Semiárido

Financiamento de investimentos em projetos de convivência com o semiárido, centrados na sustentabilidade dos agroecossistemas, priorizando infraestrutura hídrica e implantação, ampliação, recuperação ou modernização das demais infraestruturas, inclusive aquelas relacionadas com projetos de produção e serviços agropecuários e não agropecuários, de acordo com a realidade das famílias agricultoras da região semiárida.
- Pronaf Mulher

Linha para o financiamento de investimentos de propostas de crédito da mulher agricultora (independente da situação civil).
- Pronaf Jovem

Financiamento de investimentos de propostas de crédito de jovens agricultores e agricultoras entre 16 e 29 anos.
- Pronaf Custeio e Comercialização de Agroindústrias Familiares

Destinada aos agricultores e suas cooperativas ou associações para que financiem as necessidades de custeio do beneficiamento e industrialização da produção própria e/ou de terceiros.
- Pronaf Cota-Parte

Financiamento de investimentos para a integralização de cotas-partes dos agricultores familiares filiados a cooperativas de produção ou para aplicação em capital de giro, custeio ou investimento.
- Microcrédito Rural

Destinado aos agricultores de mais baixa renda, permite o financiamento das atividades agropecuárias e não agropecuárias, podendo os créditos cobrirem qualquer demanda que possa gerar renda para a família atendida. Créditos para agricultores familiares enquadrados no Grupo B (Microcrédito Rural) e agricultoras integrantes das unidades familiares de produção enquadradas nos Grupos A ou A/C.
Grupo A - agricultores familiares assentados pelo Programa Nacional de Reforma Agrária (PNRA) ou beneficiários do Programa Nacional de Crédito Fundiário (PNCF) que não contrataram operação de investimento sob a égide do Programa de Crédito Especial para a Reforma Agrária (Procera) ou que ainda não contrataram o limite de operações ou de valor de crédito de investimento para estruturação no âmbito do Pronaf-A.
Grupo B - beneficiários que possuam renda bruta familiar nos últimos 12 meses de produção normal, que antecedem a solicitação da DAP, não superior a R$20.000,00 (vinte mil reais) e que não contratem trabalho assalariado permanente.
Grupo A/C - agricultores familiares assentados pelo PNRA ou beneficiários do PNCF que:
a) tenham contratado a primeira operação no Grupo "A";
b) não tenham contratado financiamento de custeio, exceto no próprio Grupo A/C.